# Tree
Tree är det svenska rockbandet Division of Laura Lees fjärde studioalbum, utgivet den 3 april 2013 på skivbolaget Oh, Really?!.
Albumet föregicks av singeln "Cabin Jam/Hoover" som utgavs den 29 februari 2012 på skivbolaget I Made This. Tree producerades av Jason Lytle (från bandet Grandaddy), Hans Olsson Brookes, Olle Björk och Division of Laura Lee. Det spelades in i studion Welfare Sounds av Björk och Olsson Brookes. Olsson Brookes mixade även albumet i Studiotvå och mastrade det i Svenska Grammofonstudion.

## Låtlista
Alla låtar skrivna av Division of Laura Lee.

### CD
1. "Great Machinery"
2. "Rudderless"
3. "WWDIC"
4. "Old Gold"
5. "True Moon"
6. "Cabin Jam"
7. "It's Everywhere You Are"
8. "Cool"
9. "Godspeed to All of My Dreams"
10. "Hexe-Sekte"
11. "Seamless Together"

### LP
Sida A
1. "Great Machinery"
2. "Rudderless"
3. "WWDIC"
4. "Old Gold"
5. "True Moon"

Sida B
1. "Cabin Jam"
2. "It's Everywhere You Are"
3. "Cool"
4. "Godspeed to All of My Dreams"
5. "Hexe-Sekte"
6. "Seamless Together"

## Singlar

### "Cabin Jam/Hoover"
1. "Cabin Jam"
2. "Hoover"

## Mottagande

### Kritikerröster
Tree har medelbetyget 3,6 av 5 på Kritiker.se, baserat på elva recensioner. Högst betyg fick skivan av Gaffa (5/6), följt av Dagens Nyheter, Dalarnas Tidningar, Göteborgsposten, Länstidningen Östersund och Värmlands Folkblad (alla 4/5). Sonic gav betyget 7/10 och Nerikes Allehanda, Arbetarbladet, Barometern Oskarshamns-Tidningen och Corren gav alla betyget 3/5.

### Listplaceringar
| Lista (2013) | Topplacering |
| ------------ | ------------ |
| Sverige      | 41           |